# Claoxylon biciliatum
Claoxylon biciliatum är en törelväxtart som beskrevs av André Guillaumin. Claoxylon biciliatum ingår i släktet Claoxylon och familjen törelväxter.
Artens utbredningsområde är Vanuatu. Inga underarter finns listade i Catalogue of Life.